# Gerry and the Pacemakers
Gerry and The Pacemakers – brytyjska grupa rock and rollowa założona w Liverpoolu w roku 1959. 
Menadżerem Gerry and The Pacemakers był Brian Epstein, związany z The Beatles. Piosenka „You’ll Never Walk Alone”, której cover zespół zagrał w 1962 roku została hymnem kibiców zespołu piłkarskiego Liverpool.

## Dyskografia

### Albumy
- How Do You Like It? (Columbia, 1963)
- Ferry Cross the Mersey (Columbia, soundtrack, 1965)
- The Very Best Of Gerry And The Pacemakers (Columbia, 1977)
- 20 Year Anniversary Album (Deb, 1983)
- The Hit Singles Album (EMI Records, 1986)
- The EP Collection (See For Miles, 1987)
- The Collection (Castle Communicatations, 2LP, 1990)
- Original Hits (EMI Records). (1995)
- At Abbey Road 1963-66 (EMI Records, 1997)
- Best of Gerry & The Pacemakers (EMI Records, 2003)
- You’ll Never Walk Alone (Megaphon Importservice, 2004)
- The Very Best Of (EMI Records). (2005)
- You’ll Never Walk Alone (EMI Records, 2006)

### Single
- „How Do You Do It?” / „Away From You” (1963/03)
- „I Like It” / „It's Happened To Me” (1963/05)
- „You'll Never Walk Alone” / „It's Alright” (1963/10)
- „I'm the One” / „You've Got What I Like” (1964/01)
- „Don't Let the Sun Catch You Crying” / „Show Me That You Care” (1964/04)
- „It's Gonna Be Alright” / „It's Just Because” (1964/09)
- „Ferry Cross the Mersey” / „You, You, You” (1964/12)
- „I'll Be There” / „Baby You're So Good To Me” (1965/03)
- „Walk Hand in Hand” / „Dreams” (1965/11)
- „La La La” / „Without You” (1966/02)
- „Girl on a Swing” / „Fool to Myself” (1966/09)